# Orde de Sant Miquel de l'Ala
L'Orde Eqüestre i Militar de Sant Miquel de l'Ala (en portuguès Ordem Equestre e Militar de São Miguel da Ala) o Orde de Sant Miquel de l'Ala o Orde de l'Ala, fou un orde de cavalleria fundat per Miquel I de Portugal en 1834, l'actuació clandestina del qual tenia com a objectiu polític el suport a aquest rei. Per engrandir el seu origen, se'n falsificà la història i es digué que havia estat un orde militar fundat pel rei Alfons I de Portugal després de la presa de Santarém en 1147.

## Història
L'orde fou fundat per Miquel I de Portugal, que la convertí en una mena de societat secreta per donar suport a l'absolutisme enfront dels progressistes liberals del seu germà Pere V de Portugal. En vèncer aquests, l'orde s'extingí oficialment, però continuà existint clandestinament i donant suport a Miquel I a l'exili. En 1848, Miquel I i el Partit Reialista aconseguiren que el papa Pius IX reestructurés l'orde com a orde militar secret, amb l'objectiu de defensar la religió catòlica, lluitar contra la maçoneria i restaurar al tron de Portugal la monarquia absolutista. Passà a ser una societat secreta, ja que continuava prohibit i només podia actuar en la clandestinitat.
Se'n sap poc del funcionament i els membres, per aquest secretisme. El càrrec de Gran Mestre ha estat reivindicat pels hereus de Miquel I i pretendents al tron: Miquel de Bragança (duc de Bragança), Duarte Nuno de Bragança i Duarte Pius de Bragança.

### Llegenda dels orígens
Segons la tradició, potser creada per magnificar l'orde, les tropes d'Alfons I conqueriren Santarém el dia 8 de maig de 1147, llavors diar de Sant Miquel arcàngel; segons una llegenda, l'arcàngel s'havia aparegut als guerrers cristians en forma de braç alat i armat amb espasa, per ajudar-los a derrotar els musulmans. Per commemorar la conquesta i l'ajut celestial, el rei Alfons Henriques va voler fundar un orde militar, que seria la més antiga del regne. No obstatn això, Santarém havia estat conquerida el març, no en maig, i no hi ha documentació conservada que demostri que l'Orde de l'Ala fos fundada per Alfons I. L'orde fou format inicialment per cavallers de l'Orde de Sant Jaume. Els primers estatuts n'haurien estat aprovats en 1171 pel papa Alexandre III. L'orde, però, no tingué activitat i en 1733, virtualment, desaparegué.

## Actualitat
L'Orde de Sant Miquel de l'Ala és avui una confraria catòlica i patriòtica que vol recompensar els que serveixen als interessos dels pretendents al tron de Portugal. Fou registrat formalment en 2004 com a entitat per Dom Duarte Pio de Bragança, amb el nom de Real Ordem de São Miguel da Ala, però en 1981, Nuno da Câmara Pereira havia registrat ja un Ordem de São Miguel da Ala, la qual cosa provocà un plet que perdé Duarte Pius.